# Siedem dni
Siedem dni – dziesiąty album zespołu De Mono, wydany w 2006 roku. Album jako pierwszy w Polsce został wydany również w postaci pamięci USB.

## Lista utworów
1. Siedem dni
2. Patrzę w ciebie
3. Myślisz podobnie
4. Listy wiatrem unoszone
5. Pierwszy raz
6. Mamy czas dla siebie
7. Kradnę twój świat
8. Serce
9. Całe życie w nas
10. Nocne ćmy
11. Tak to koniec
12. Wszystkie dni lata
13. Naucz mnie

## Twórcy
- Muzyka: Zdzisław Zioło, Tomasz Banaś, Andrzej Krzywy, Robert Chojnacki, Tomasz Bracichowicz, Ferid Lakhdar, Ch. Aiken
- Teksty: Janusz Onufrowicz, I. Kubiaczyk, A. Krzywy, M. Wojciechowski, Wojciech Łuszczykiewicz, D. Truskolaska, Piotr Kubiaczyk
- Wykonawcy: 
  - Andrzej Krzywy – wokal
  - Zdzisław Zioło – gitara
  - Tomasz Banaś – gitara
  - Piotr Kubiaczyk – gitara basowa
  - Paweł Dampc – instrumenty klawiszowe i programowanie
  - Robert Chojnacki – saksofon
  - Andrzej Rajski – perkusja i programowanie
  - Aneta Figiel – chórki
  - Andrzej Majewski – chórki
  - Jan Malik – chórki